# YA-YA-YA
『YA-YA-YA』は、ZOOの6枚目のシングル。1992年10月21日にFOR LIFEよりリリース。

## 概要
前作「Gorgeous」より半年ぶりとなるシングル。タイアップは「JR東日本 ski ski」キャンペーンソング（通算2回目）及びテレビ朝日系『華麗にAh!so』オープニングテーマ曲（通算5回目）。
横山輝一がプロデュースを手掛けた。
ZOOのシングルの中では2番目の売上を記録。

## 収録曲
全曲、作詞は佐藤ありす、編曲が岩崎文紀が担当。
1. YA-YA-YA - 作曲：横山輝一
2. Kiss me - 作曲：羽田一郎
3. YA-YA-YA（オリジナル・カラオケ）

## 収録作品
| 発売日         | タイトル                              |
| -------------- | ------------------------------------- |
| 1992年12月26日 | JUNGLE                                |
| 1993年5月21日  | ZOO FOR SALE                          |
| 1995年12月16日 | LAST DANCE                            |
| 1996年3月21日  | ZOO THE FINAL -LAST DANCE LIVE-       |
| 2000年11月22日 | Dance Paradise Hyper Euro ZOO         |
| 2001年9月27日  | ZOO Pure Best                         |
| 2003年3月19日  | GOLDEN☆BEST ZOO Special Works         |
| 2003年12月10日 | Choo Choo TRAIN（スペシャルシングル） |
| 2005年7月6日   | HIRO『ZOO→JSB→EXILE』                 |
| 2021年12月22日 | JR SKISKI 30TH ANNIVERSARY COLLECTION |

## カバー
1993年、作曲者の横山輝一がセルフカバーし7枚目のアルバム「KIICHI-YO」に収録。
2007年、AAAが発売したカバーアルバム「CCC-CHALLENGE COVER COLLECTION-」にて収録。